# Hungrvaka
Hungrvaka ("hungervækkeren") er
et af de bedste historiske skrifter fra ca. 1200, en biskopsaga. Det
handler om de fem første biskopper ved Skálholt på Island i perioden
1056-1176 og giver et anskueligt billede af de pågældende biskopper, som var:
1. 1056-1080 Ísleifur Gissurarson
2. 1082-1118 Gissur Ísleifsson
3. 1118-1133 Þorlákur Runólfsson
4. 1134-1148 Magnús Einarsson
5. 1152-1176 Klængur Þorsteinsson

Forfatteren er en gejstlig, der har levet på
Skalholt. Han fortæller ligefremt og
uden svulstigheder, tilsyneladende med et ønske om at give en nøjagtig beskrivelse. Han vil "vække hunger", dvs.
lyst hos læserne til at læse andre islandske skrifter og fortællinger.
| „ | "... Bispernes liv skildres efter en bestemt form. Der gives først nogle korte oplysninger om deres herkomst og opvækst tilligemed en kort beskrivelse af dem; dernæst fortælles om deres valg til bisp, udenlandsrejse og vielse; så om deres vigtigste gerninger og virksomhed - biskop Isleifs (1056-80) arbejde for kirken og hans undervisning, Gissurs (1082-1118) forhold til bispesædet, tiendeloven, oprettelsen af det nordlandske bispesæde, folketællingen, Þorlákr Rúnólfssons (1118-33) deltagelse i kristenrettens tilblivelse, Magnus Einarssons (1133-48) forhold til bispesædet, køb af jordegods, samt afholdelsen af et storartet bryllup, og endelig Klæingr Þorsteinssons (1152-76) kirkebygning og overvældende rundhåndethed, deltagelse i offentlige sager, hans juridiske kundskaber, kirkeindvielse og litterære flid. Til slutning meddeles bispernes død med nøjagtige angivelser af deres dødsdag og -år, samt en kort udsigt over de vigtigste tildragelser i ud- og indland i enhver biskops levetid. Lejlighedsvis omtales enkelte andre personer og begivenheder, der falder udenfor det angivne skema, såsom de fremmede bispers opregning (under biskop Isleifr jfr. Isl. bók), uåret og de ved biskop Gissurs død indtrufne mærkelige tildragelser, som af forf. - vel også af samtiden - sattes i forbindelse med den almenyndede prælats død. Mellem Magnus og Klæingr indskydes et lille stykke om den begavede, til biskop udsete Hallr Teitsson, der rejste udenlands, men døde i Utrecht; heraf forklares de mange år mellem de to nævnte bisper. ..." | “ |
|   | — Om "Hungrvaka" på Heimskringla.no. Den oldnorske og oldislandske litteraturs historie af Finnur Jónsson. København 1898 |   |

Af samme forfatter er formodentlig også sagaen om biskop Páll Jónsson (død 1211).